# Cassia ferruginea
Cassia ferruginea là một loài thực vật có hoa trong họ Đậu. Loài này được (Schrad.) DC. miêu tả khoa học đầu tiên.